# قلعة شيرا
قلعة شيرا (بالفارسية: قلعه شیرا) هي قرية تقع في قسم بالابند الريفي في إيران. يقدر عدد سكانها بـ 46 نسمة بحسب إحصاء 2016.